# 一色周知
一色周知（日语：／ Issiki Syuti，1892年—1978年），日本昆蟲學學者，生於日本和歌山縣伊都郡橋本町。一色周知師從松村村年教授，1918年畢業於北海道帝國大學農科大學農學科, 並於1933年取得京都帝國大學理學博士。他為小型蛾類專家, 專精於小型蛾類的分類學研究，也奠定臺灣長翅目分類學研究的基礎；此外，他還對害蟲檢疫、果實蠅防治等方面有所貢獻。
1921年，他前往台灣任職台灣總督府植物檢查所，1922年升任為高等農林學校教授，兼任台灣總督府技手。1929年轉任臺北帝國大學理農學部助教授，1930年擔任昆蟲學·養蠶學講座助教授，1942年3月31日素木得一教授以六十歲自台北帝大屆齡退休後，一色周知升任為臺北帝國大學理農學部教授。
1945年二戰後，他與素木得一皆留任成為臺灣大學的教授。1948年返日避難，歷任大阪農業專門學校、大阪府立大學農學部教授，1960年任日本昆虫學會會長，1961-1971年轉任近畿大學農學部教授。1978年因胃癌逝世，享年八十六歲。